# D-alanin g-glutamiltransferaza
D-alanin g-glutamiltransferaza (EC 2.3.2.14, D-alanine gamma-glutamyltransferase) je enzim sa sistematskim imenom L-glutamin:D-alanin gama-glutamiltransferaza. Ovaj enzim katalizuje sledeću hemijsku reakciju
-glutamin + D-alanin {\displaystyle \rightleftharpoons } 3 + gama-L-glutamil-D-alanin
D-fenilalanin u D-2-aminobutirat takođe mogu da deluju kao akceptori.

## Literatura
- Nicholas C. Price; Lewis Stevens (1999). Fundamentals of Enzymology: The Cell and Molecular Biology of Catalytic Proteins (Third изд.). USA: Oxford University Press. ISBN 019850229X.
- Eric J. Toone (2006). Advances in Enzymology and Related Areas of Molecular Biology, Protein Evolution (Volume 75 изд.). Wiley-Interscience. ISBN 0471205036.
- Branden C; Tooze J. Introduction to Protein Structure. New York, NY: Garland Publishing. ISBN 0-8153-2305-0.
- Irwin H. Segel. Enzyme Kinetics: Behavior and Analysis of Rapid Equilibrium and Steady-State Enzyme Systems (Book 44 изд.). Wiley Classics Library. ISBN 0471303097.

## Spoljašnje veze
- D-alanine+gamma-glutamyltransferase на 